# Охотничий соус

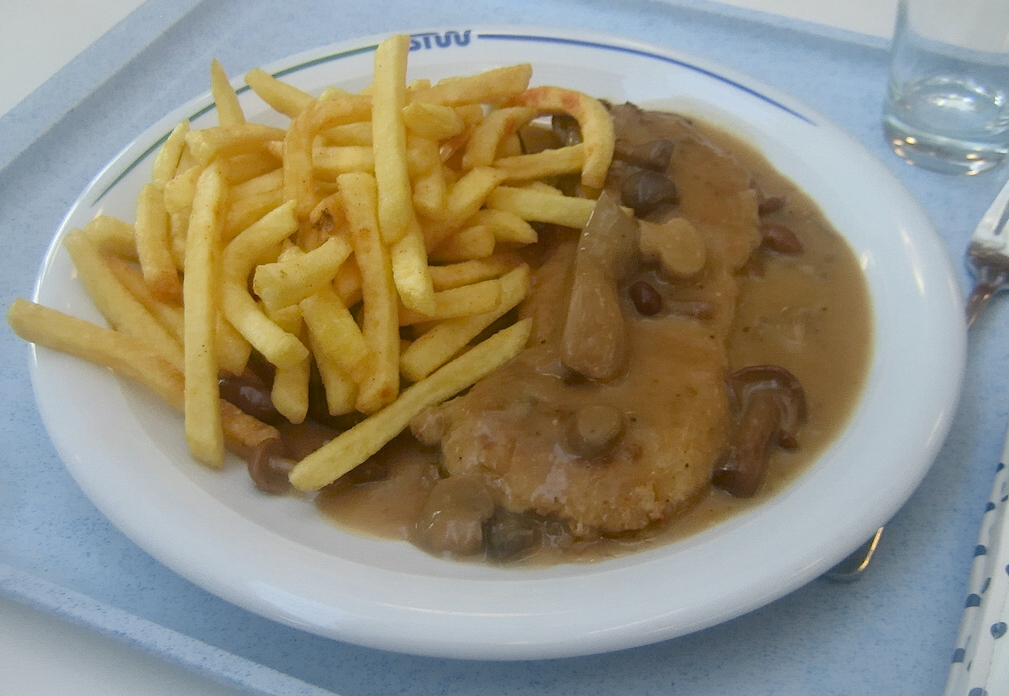
Охотничий шницель — с охотничьим соусом

Охотничий соус (соус шассёр, фр. sauce chasseur) — насыщенный грибной соус французской кухни, который подают к жареной дичи, натуральным котлетам из телятины и баранины, а также рубленым котлетам и биточкам. Панированный шницель, сервированный с охотничьим соусом, — классическое в немецкой кухне блюдо «егерьшницель».
Для охотничьего соуса измельчённые шампиньоны или белые грибы пассеруют с мелко нарубленным луком-шалотом или репчатым луком и чесноком в сливочном масле или маргарине, вливают красное виноградное вино и уваривают до трети изначального объёма, а затем проваривают с красным соусом и томатным пюре. Перед подачей в соус добавляют рубленую зелень петрушки, укропа или эстрагона и приправляют его сливочным маслом. Охотничий соус по рецептам Огюста Эскофье готовят на основе томатного соуса с соусом демиглас с добавлением белого вина, мадеры и мясного бульона.